# 黑尾重牙鯛
黑尾重牙鯛（学名：Diplodus capensis）為輻鰭魚綱鱸形目鱸亞目鯛科的其中一種，分布於東南大西洋及西印度洋的安哥拉至莫三比克海域，棲息深度可達50公尺，體長可達45公分，棲息在中底層海域，屬肉食性，可做為食用魚。
其种加词“capensis”意为“南非开普省的/好望角的”。